# Comuna Bunești, Brașov
Bunești (în germană: Bodendorf, în maghiară: Szászbuda) este o comună în județul Brașov, Transilvania, România, formată din satele Bunești (reședința), Criț, Meșendorf, Roadeș și Viscri.

## Demografie
Componența etnică a comunei Bunești
     Români (86,43%)
     Germani (1,12%)
     Alte etnii (0,6%)
     Necunoscută (11,85%)
Componența confesională a comunei Bunești
     Ortodocși (83,75%)
     Alte religii (4,28%)
     Necunoscută (11,97%)
Conform recensământului efectuat în 2021, populația comunei Bunești se ridică la 2.498 de locuitori, în creștere față de recensământul anterior din 2011, când fuseseră înregistrați 2.357 de locuitori. Majoritatea locuitorilor sunt români (86,43%), cu o minoritate de germani (1,12%), iar pentru 11,85% nu se cunoaște apartenența etnică. Din punct de vedere confesional, majoritatea locuitorilor sunt ortodocși (83,75%), iar pentru 11,97% nu se cunoaște apartenența confesională.

## Politică și administrație
Comuna Bunești este administrată de un primar și un consiliu local compus din 11 consilieri. Primarul, Voica-Roxana Pălășan[*], de la Partidul Național Liberal, este în funcție din 1 noiembrie 2024. Începând cu alegerile locale din 2024, consiliul local are următoarea componență pe partide politice:
|  | Partid                          | Consilieri | Componența Consiliului | Componența Consiliului | Componența Consiliului | Componența Consiliului |
|  | ------------------------------- | ---------- | ---------------------- | ---------------------- | ---------------------- | ---------------------- |
|  | Partidul Național Liberal       | 4          |                        |                        |                        |                        |
|  | Alianța Dreapta Unită           | 3          |                        |                        |                        |                        |
|  | Alianța pentru Unirea Românilor | 2          |                        |                        |                        |                        |
|  | Partidul Social Democrat        | 1          |                        |                        |                        |                        |
|  | Partidul Patrioților            | 1          |                        |                        |                        |                        |

## Primarii comunei
- 1996[7] - 2000 - Babet Ioan, de la PDSR
- 2000[8] - 2004 - Stanciu Nicolae, de la PDSR
- 2004[9] - 2008 - Pălășan Mircea, de la PNL
- 2008[10] - 2012 - Pălășan Mircea, de la PNL
- 2012[11] - 2016 - Pălășan Mircea, de la ACD
- 2020[12] - 2024 - Pălășan Mircea, de la PNL

## Imagini

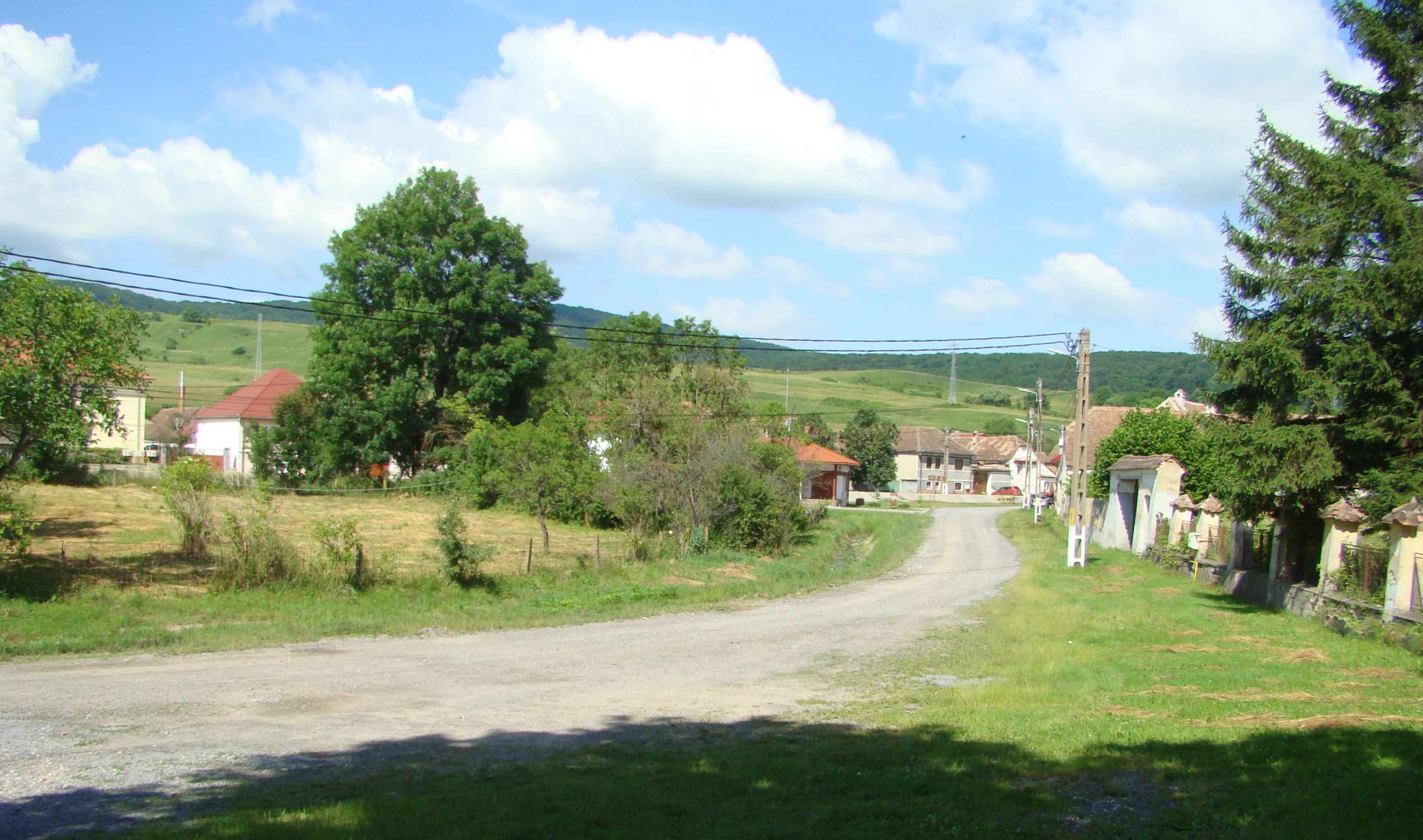
Bunești
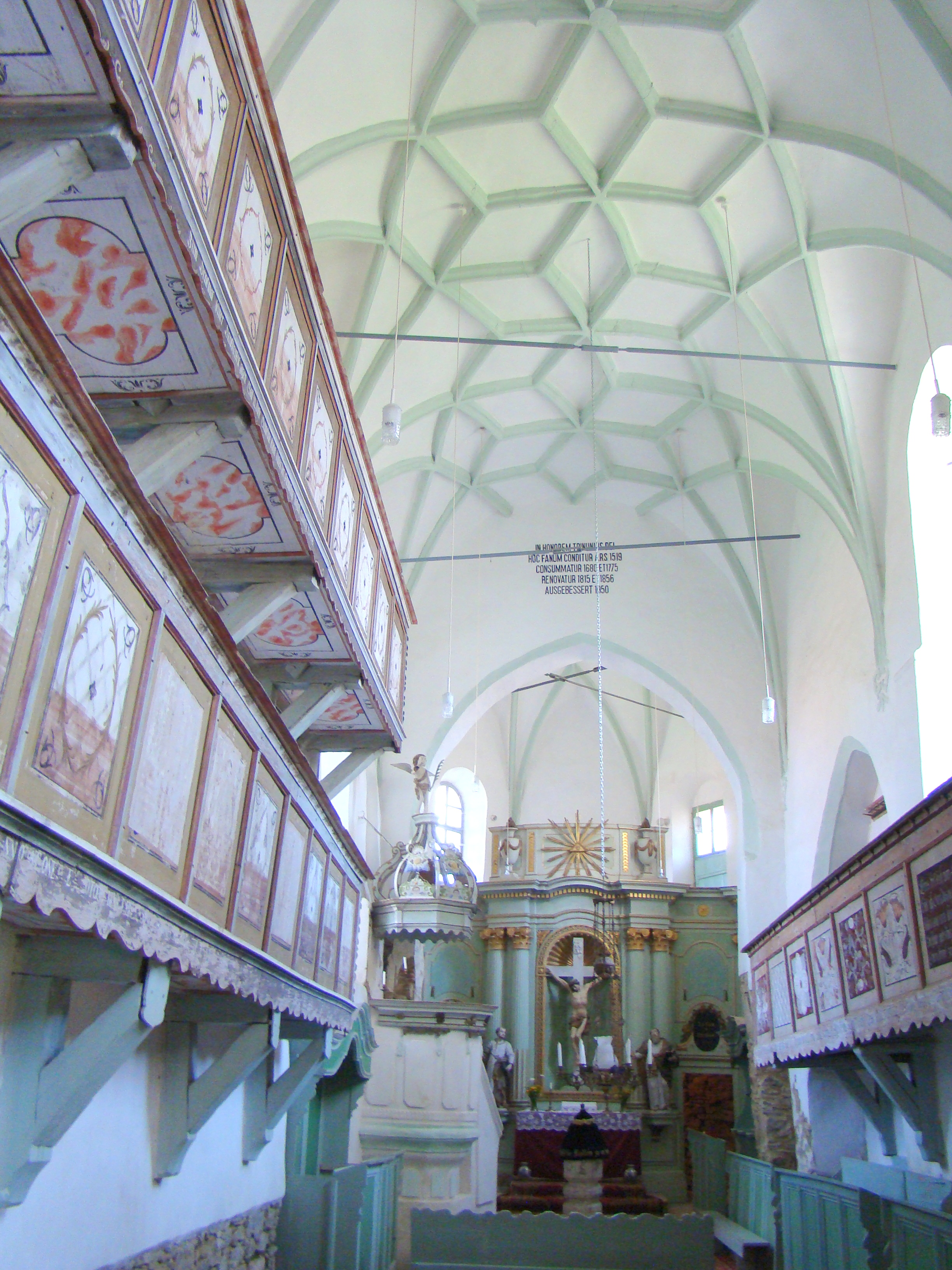
Biserica evanghelică fortificată din satul Bunești (monument istoric)
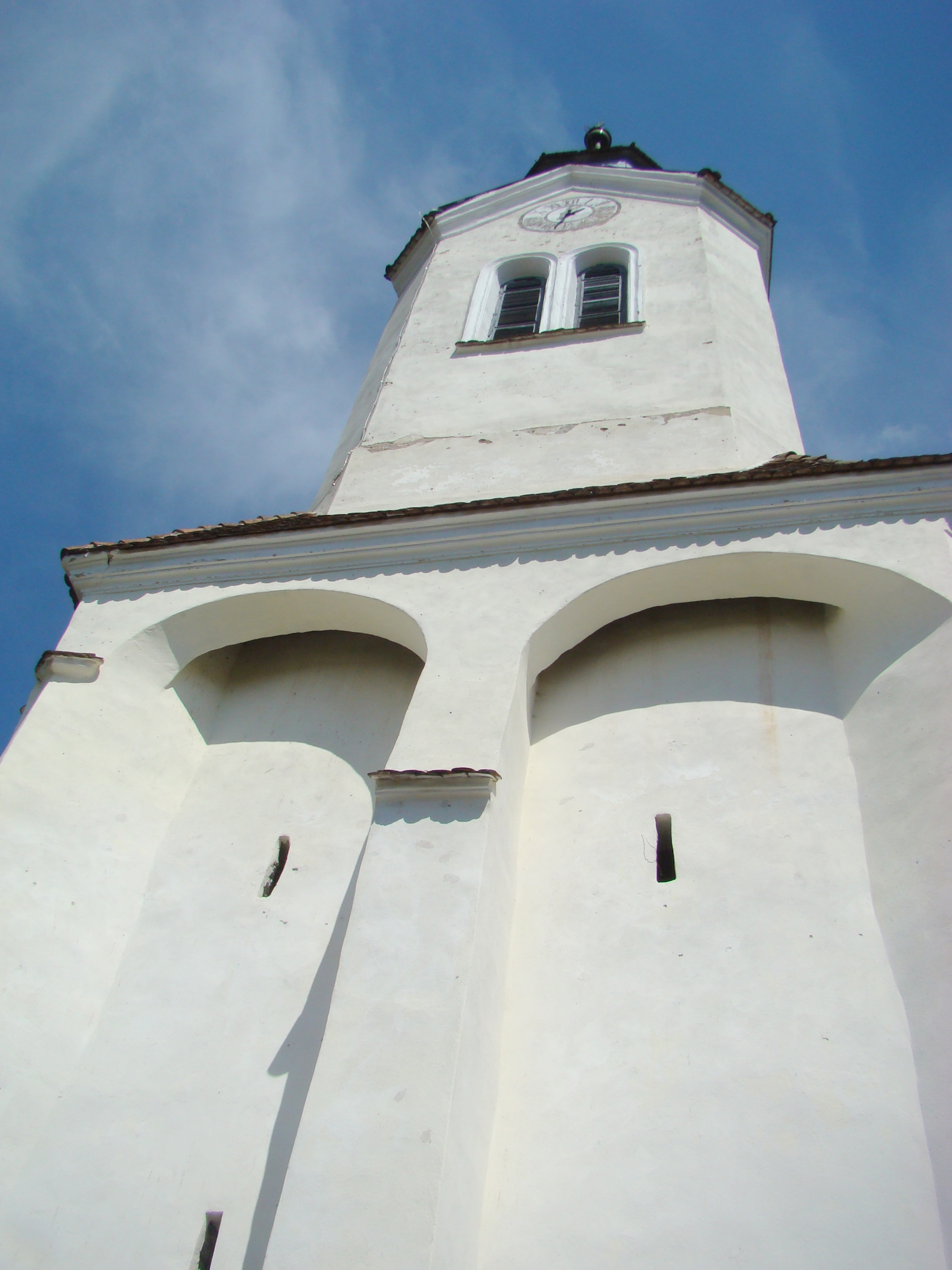
Turnul-clopotniță
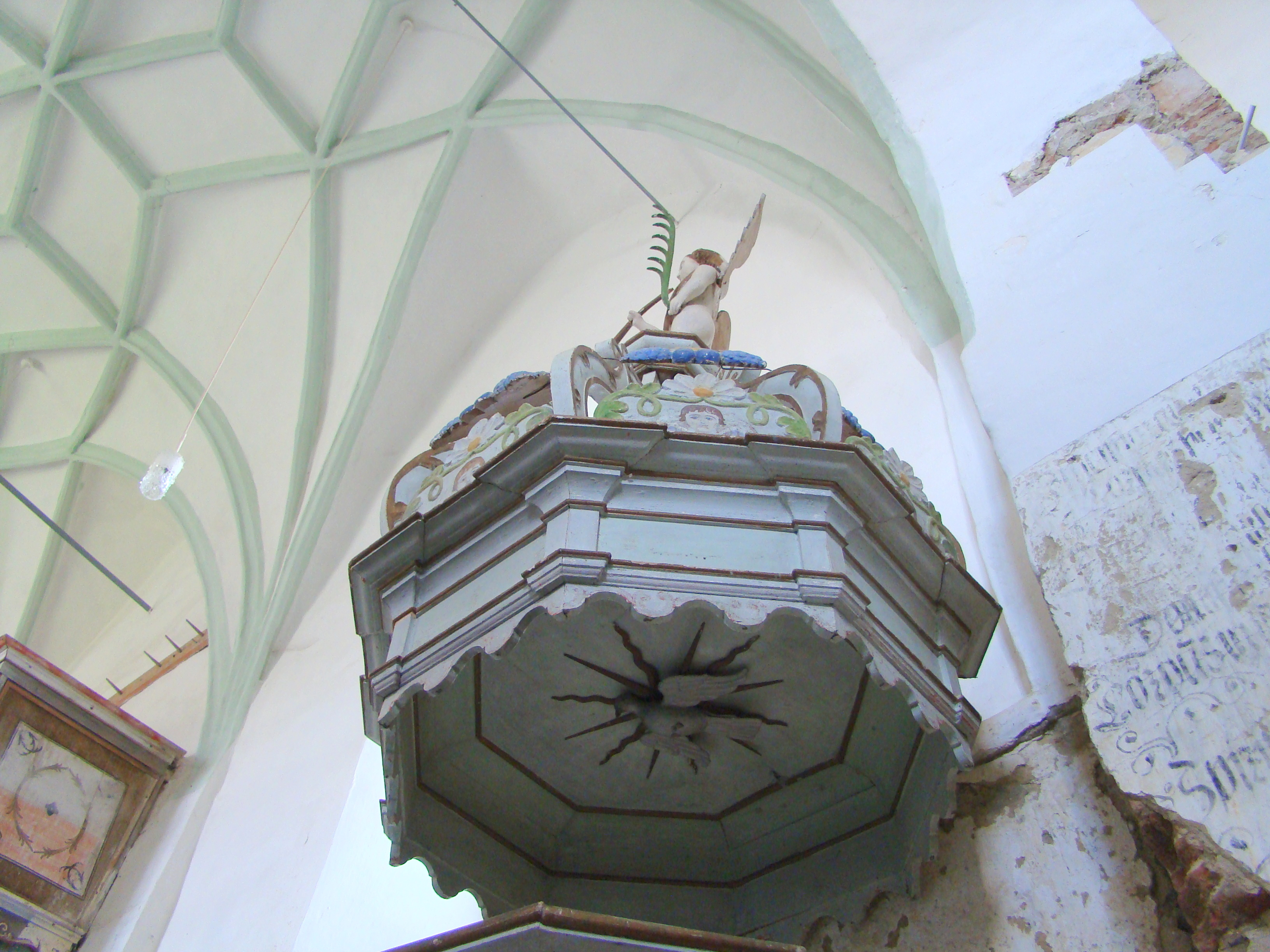
Coronamentul amvonului
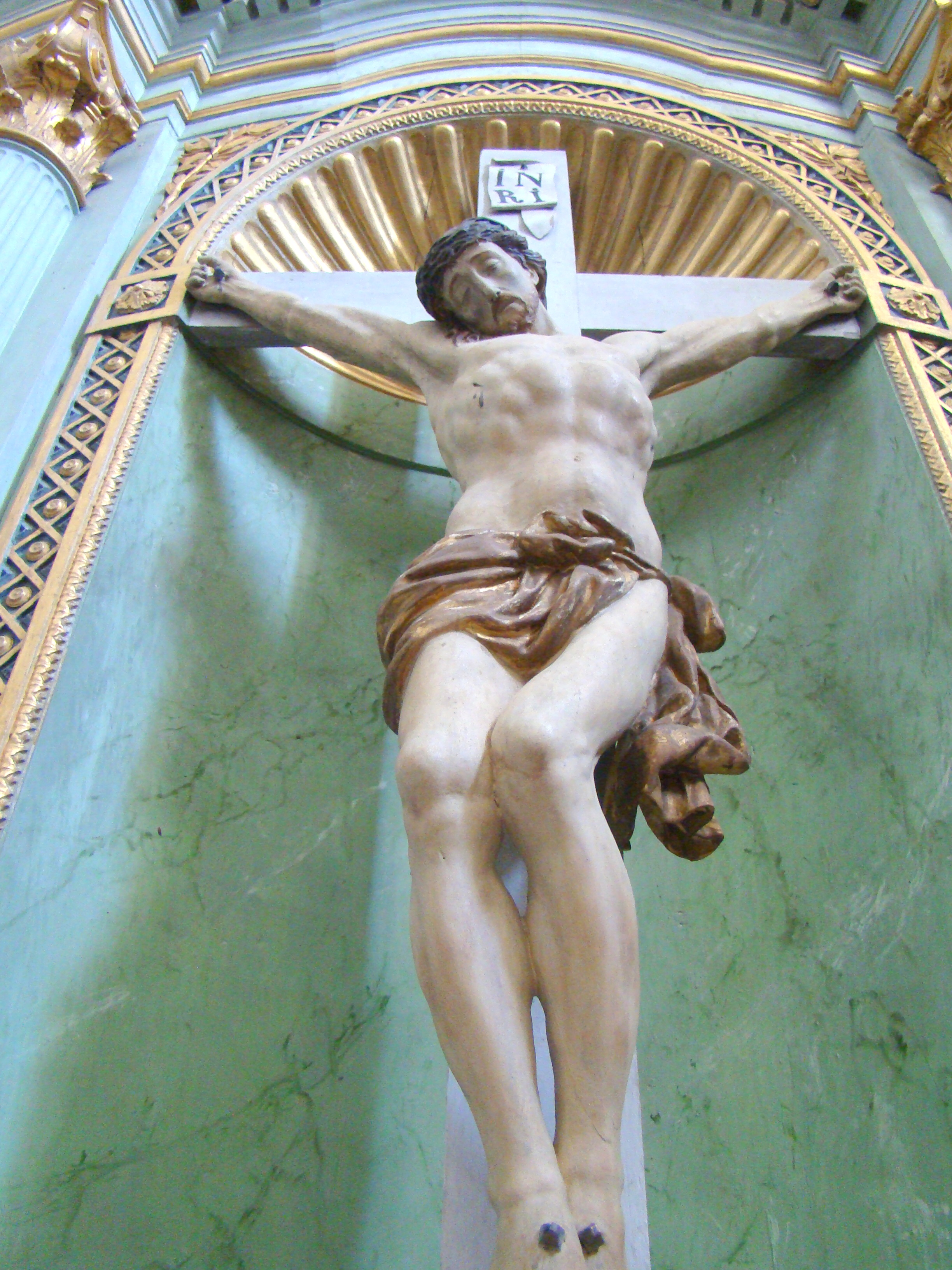
Altarul bisericii evanghelice
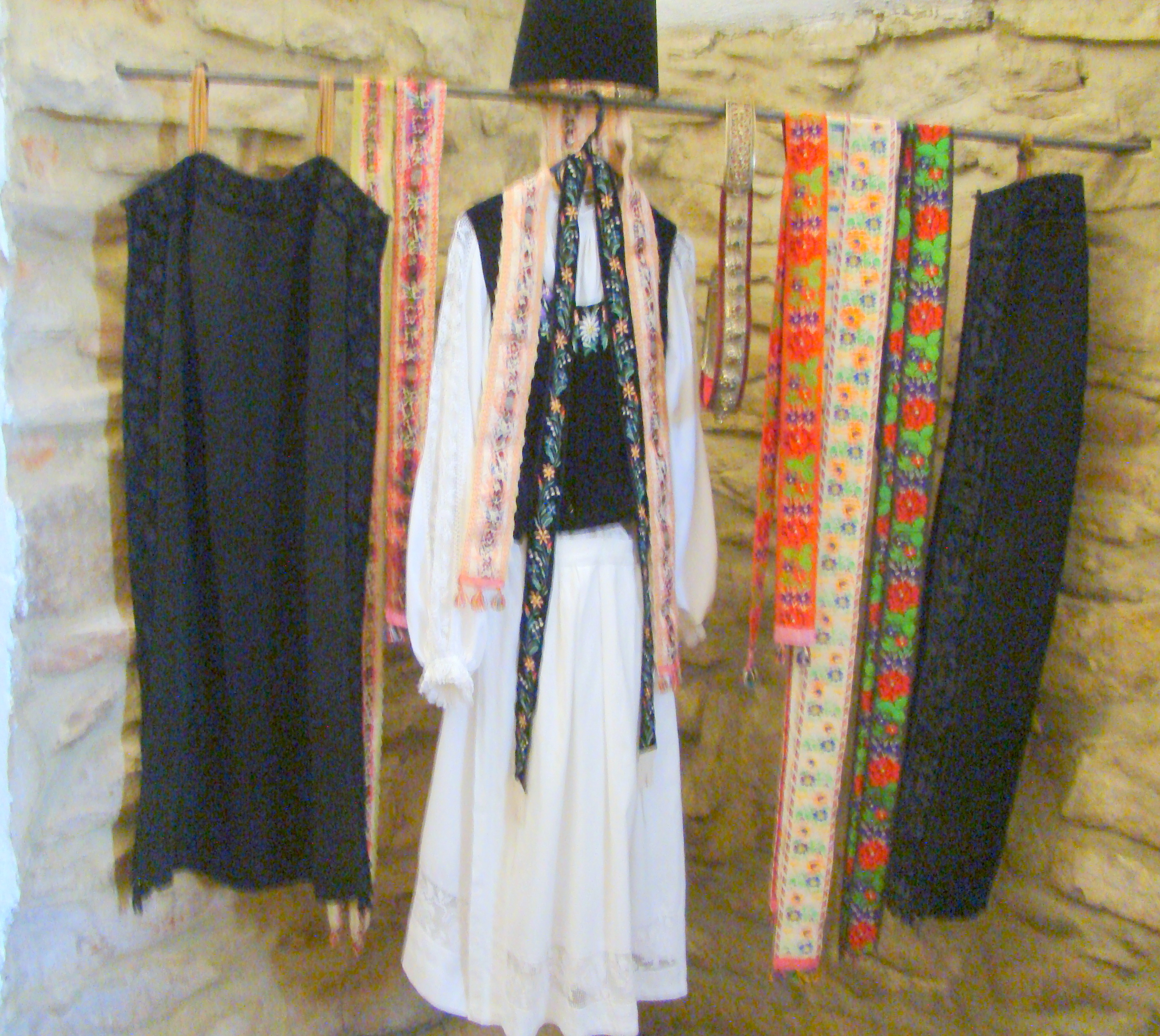
Exponate din micul muzeu amenajat într-o anexă
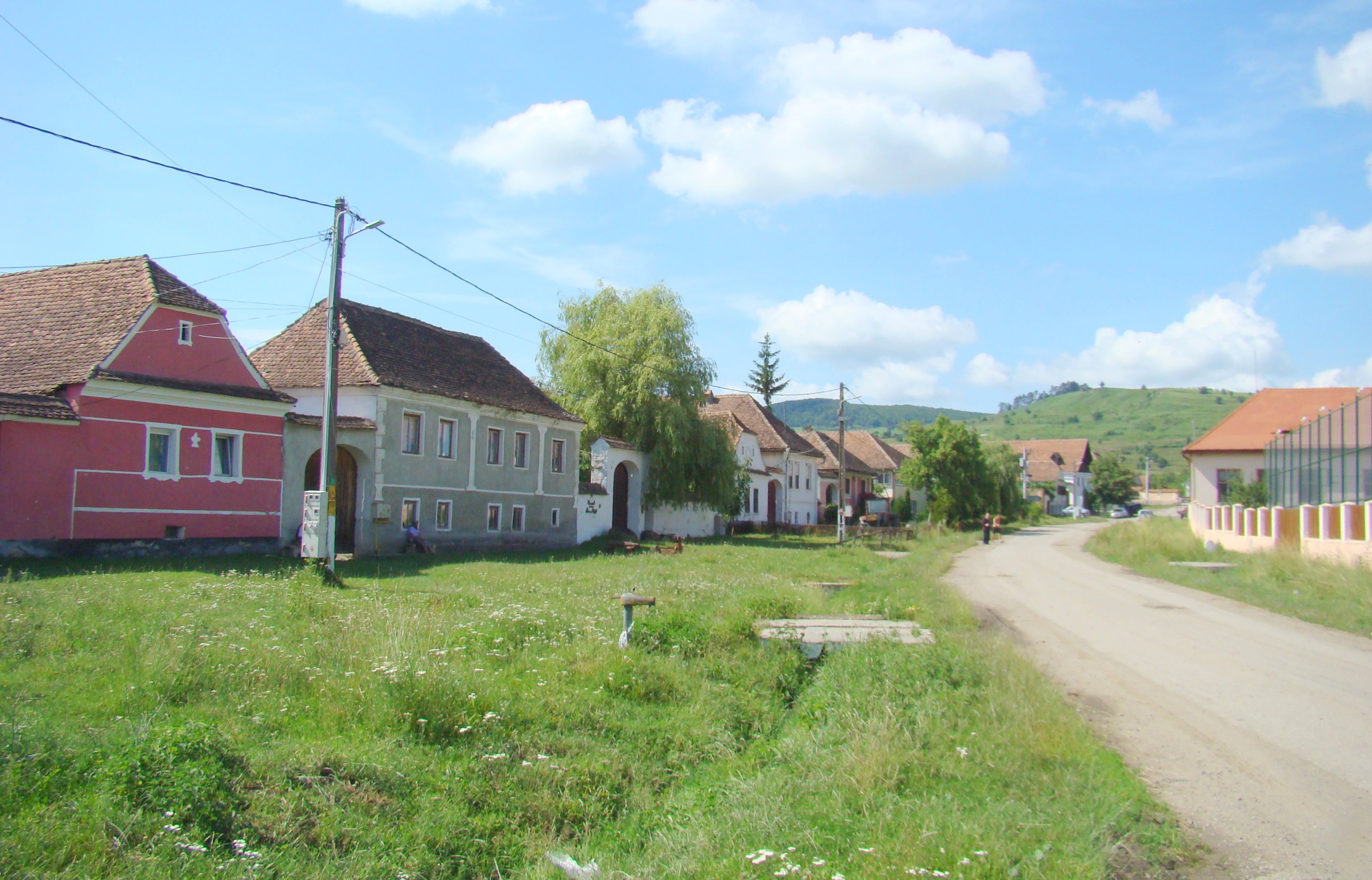
Ansamblul rural „Str. Principală”, sat Bunești (monument istoric)
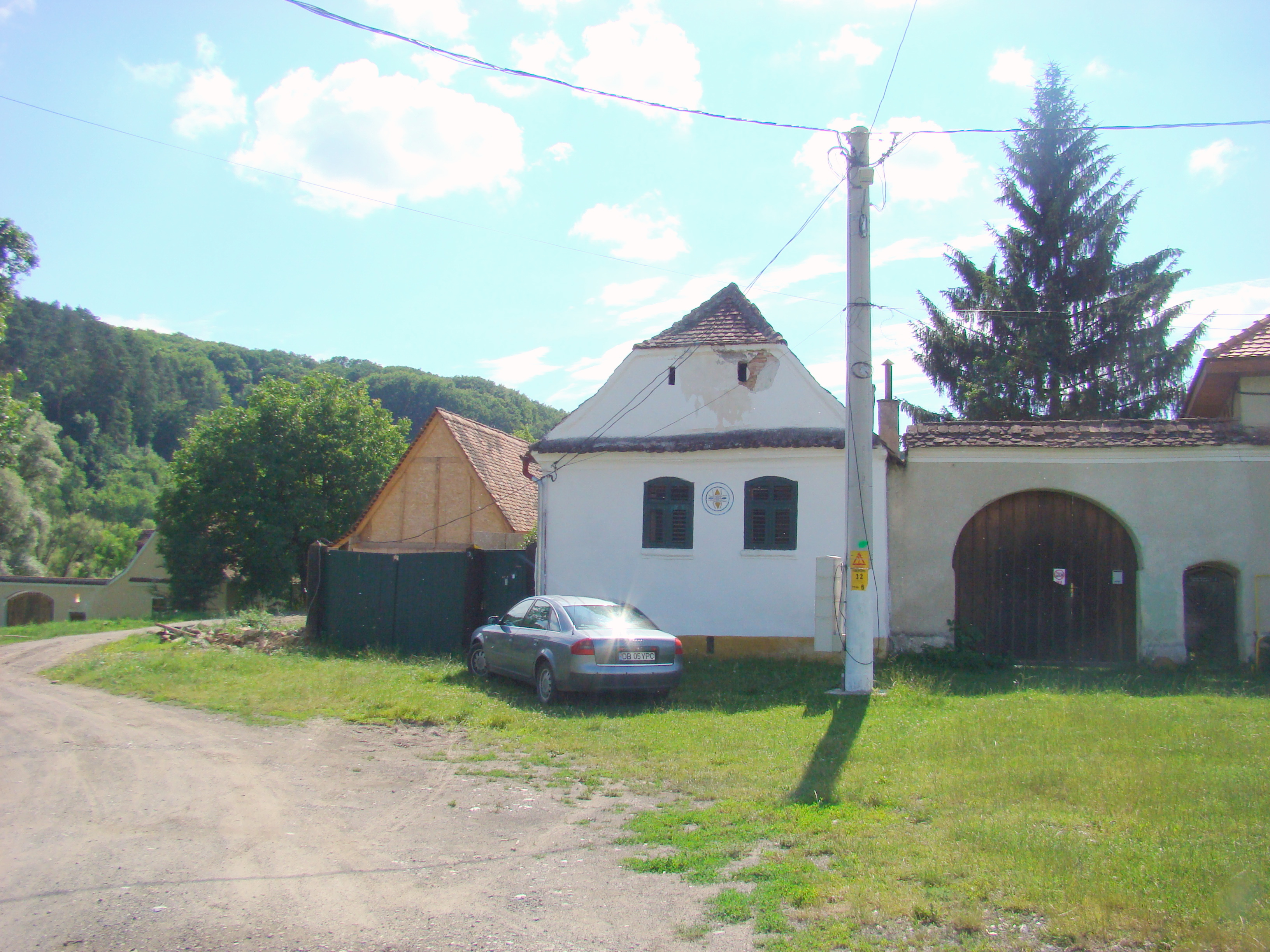
Bunești
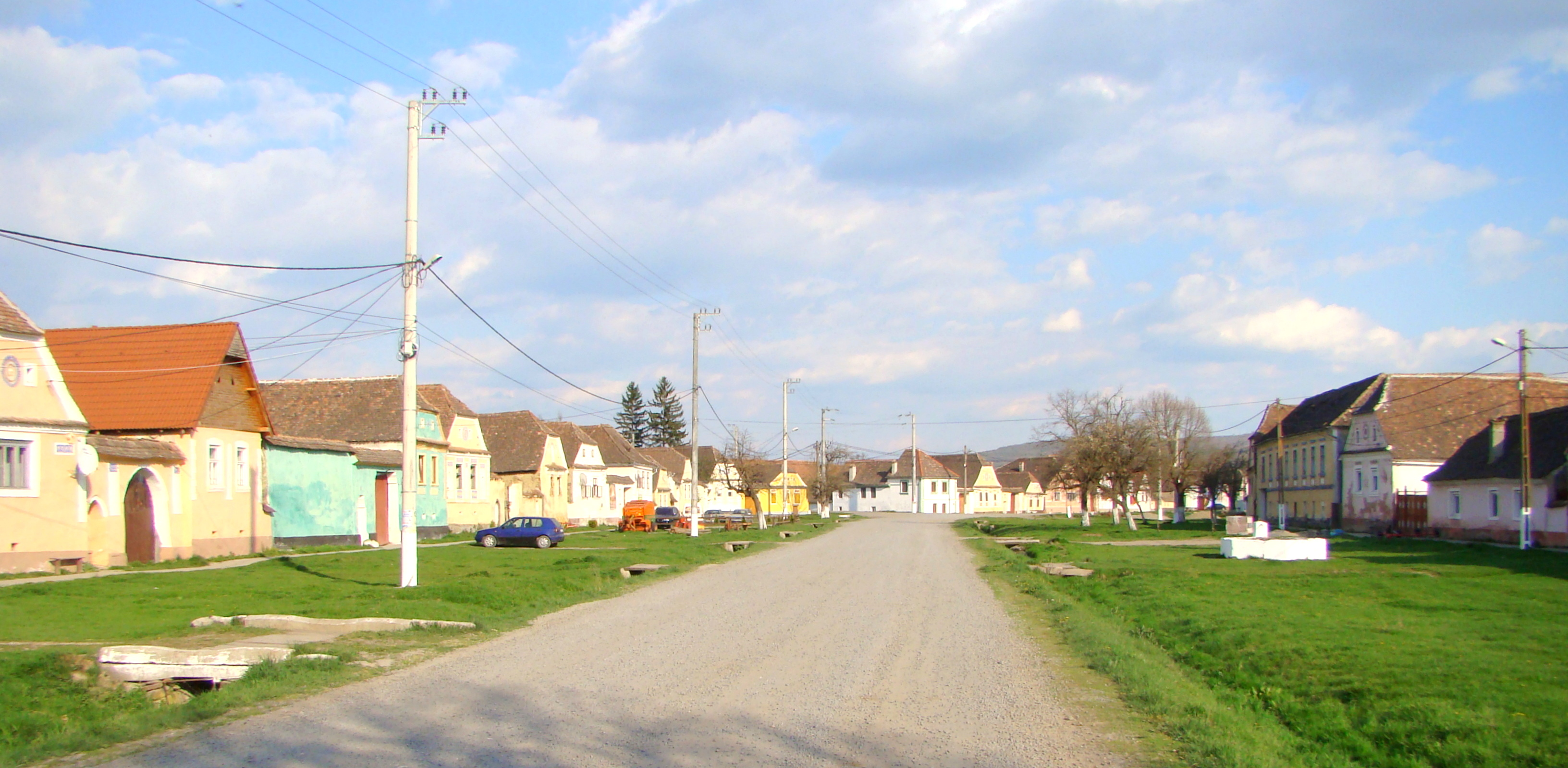
Ansamblul rural „Str. Principală”, sat Criț (monument istoric)
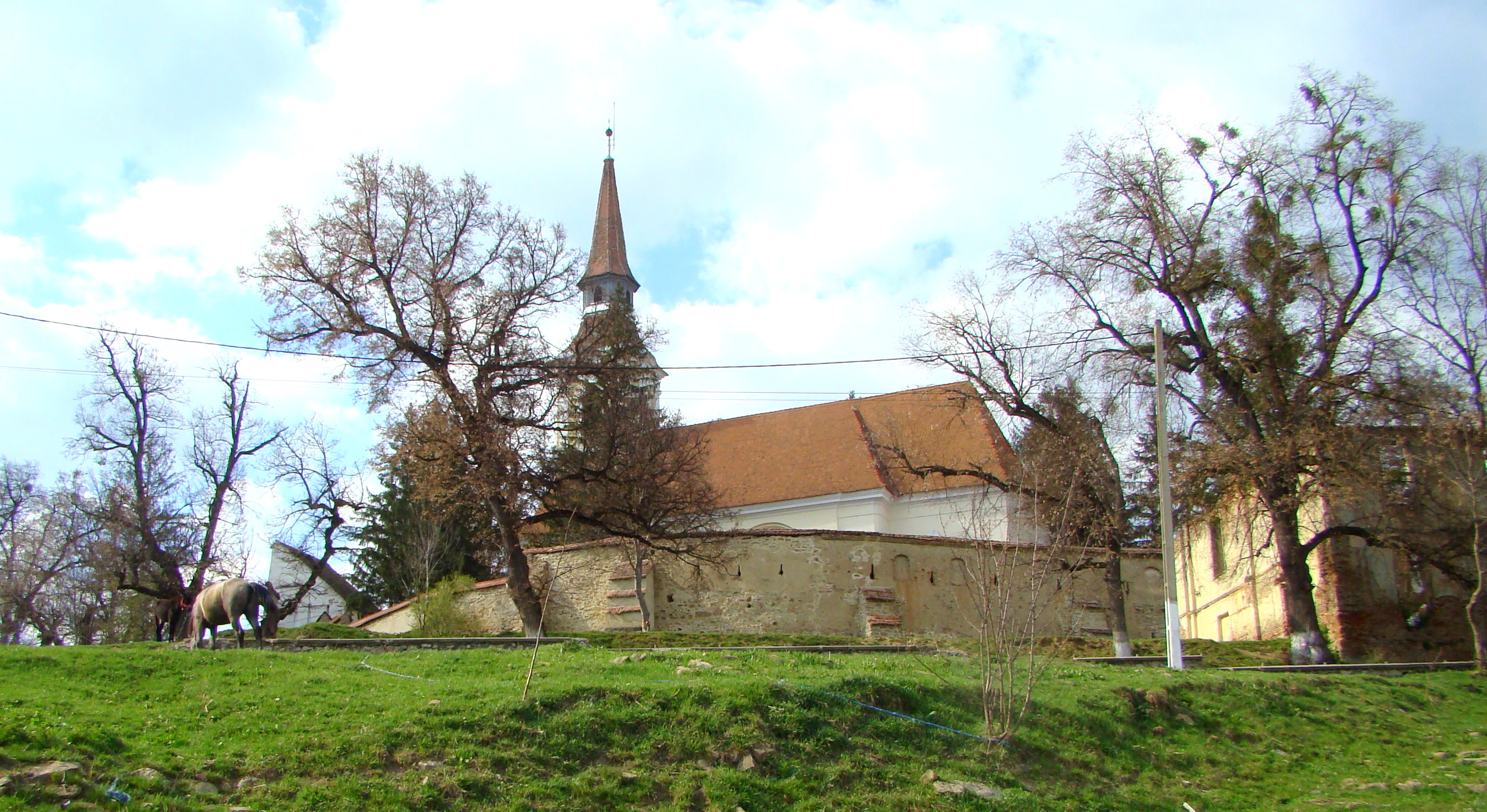
Biserica evanghelică fortificată din satul Criț (monument istoric)
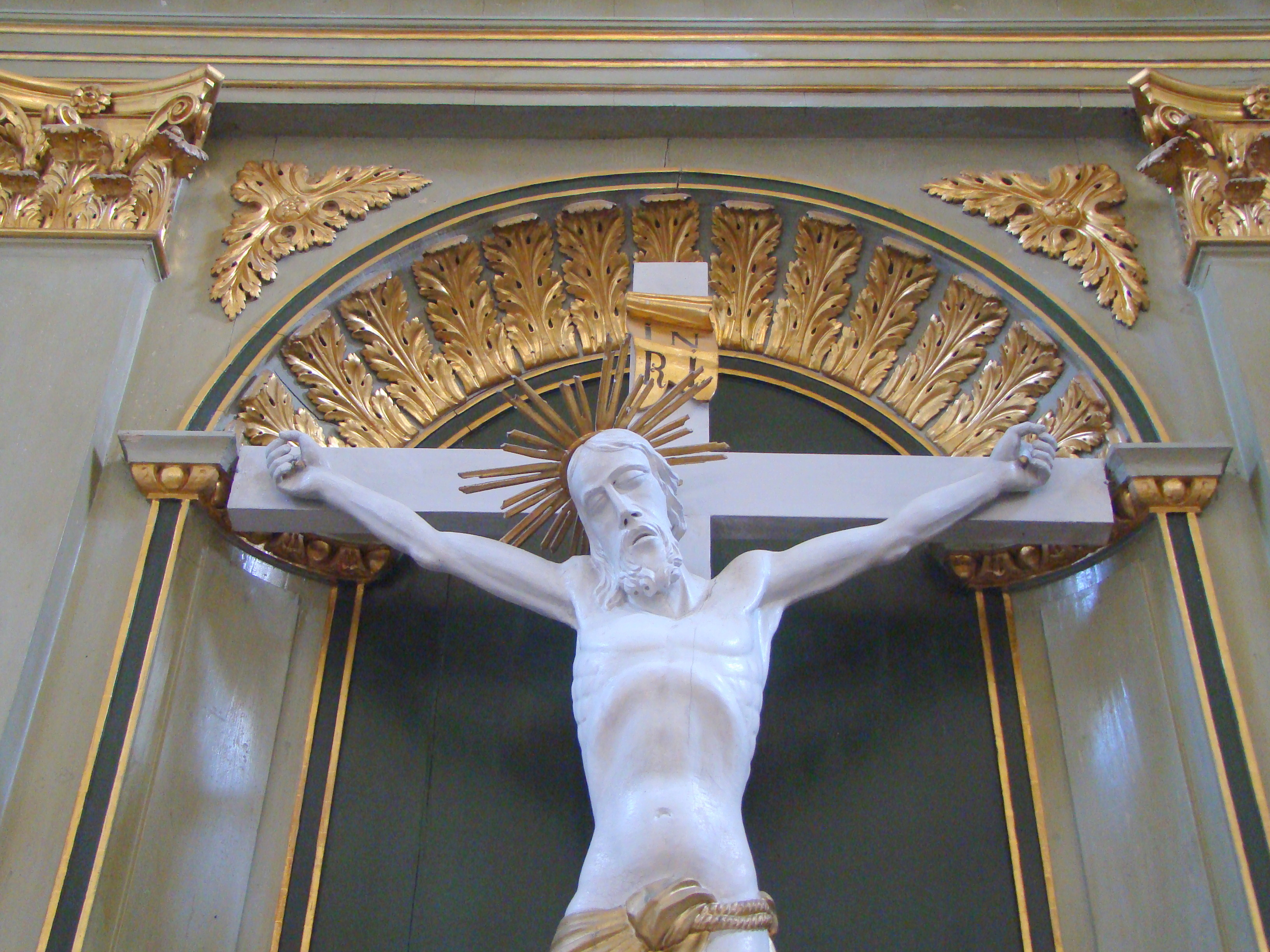
Altarul bisericii evanghelice
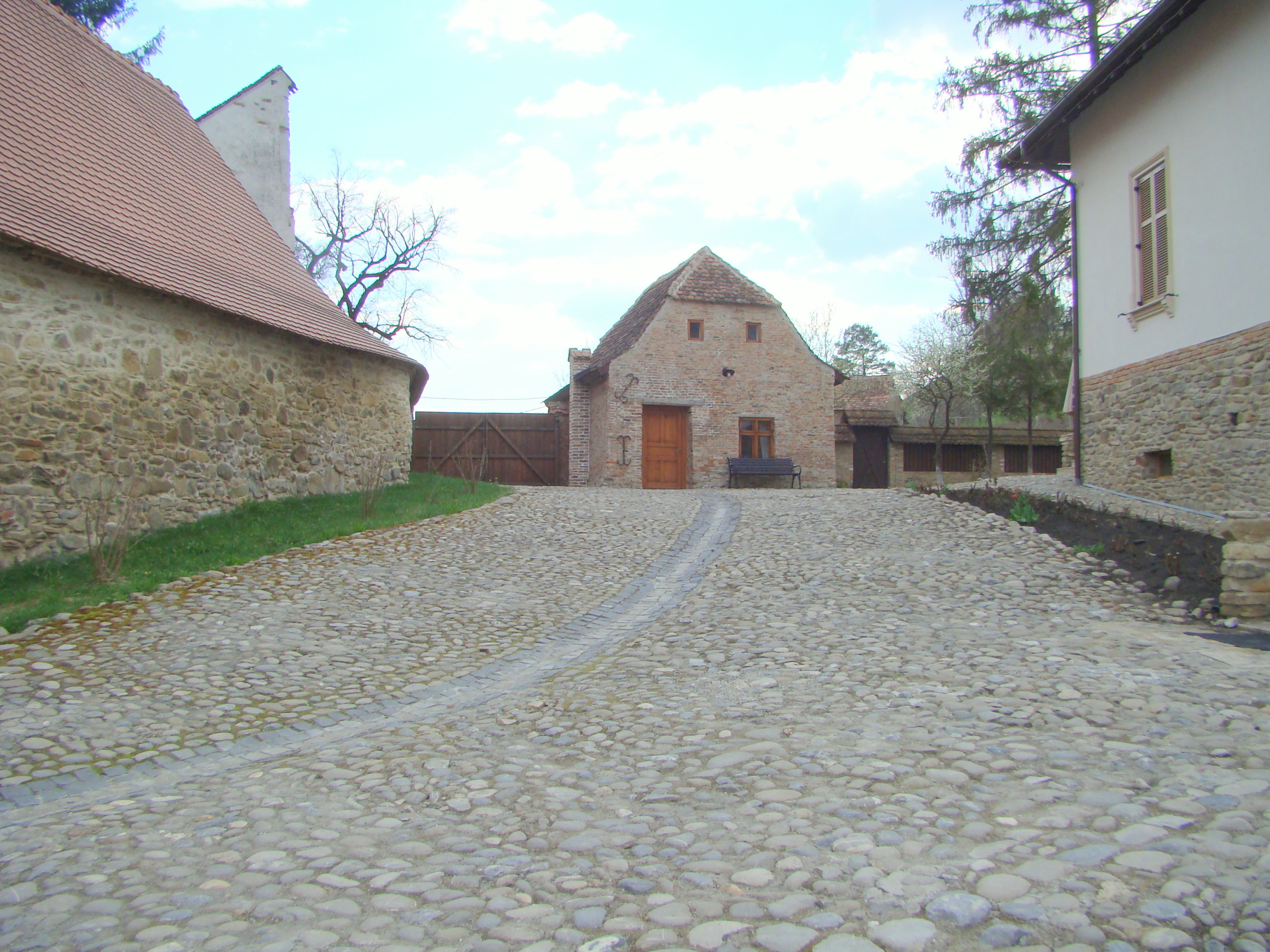
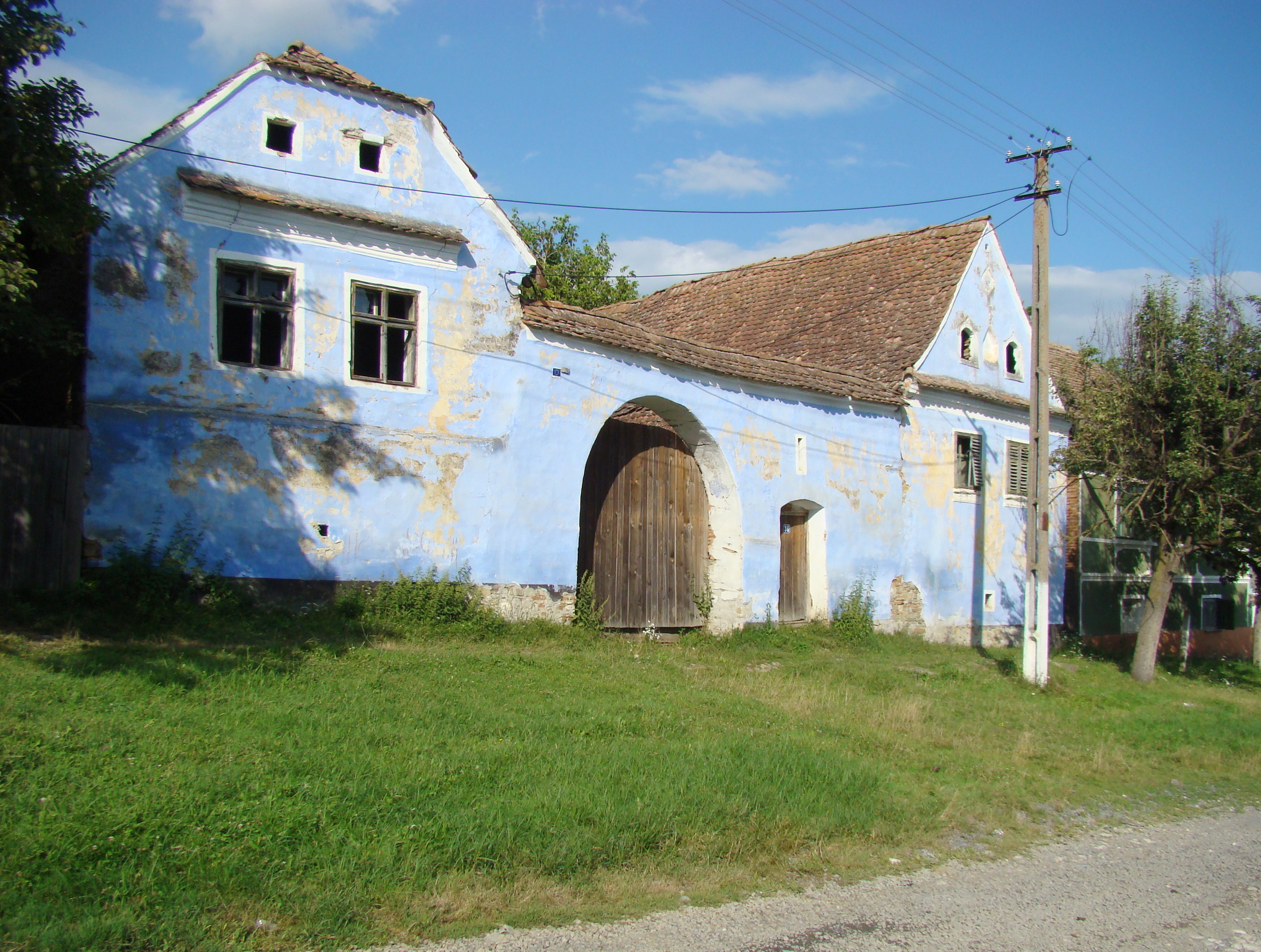
Ansamblul rural „Str. Principală”, sat Meșendorf (monument istoric)
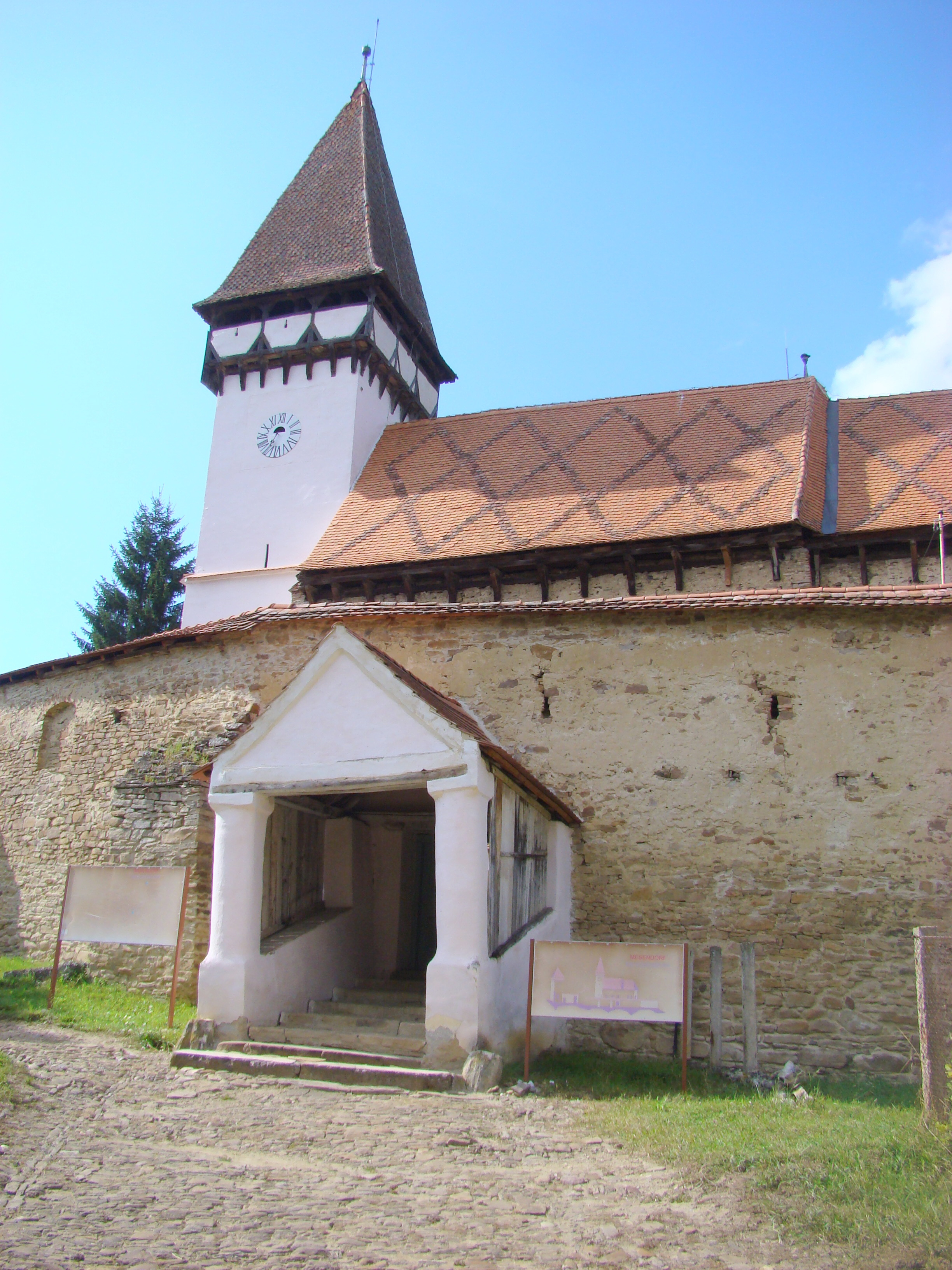
Biserica evanghelică fortificată din satul Meșendorf (monument istoric)
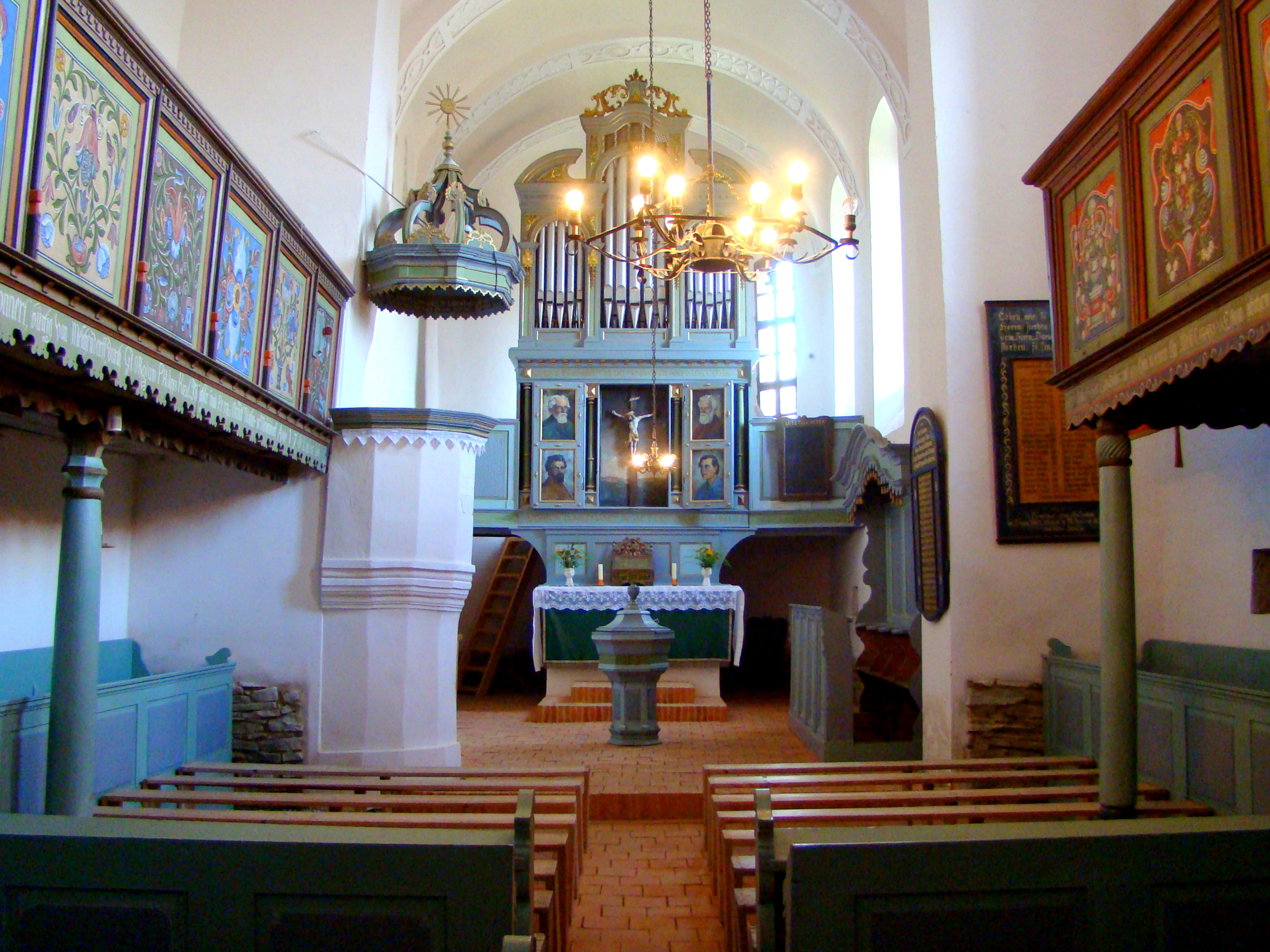
Biserica evanghelică fortificată din satul Meșendorf (monument istoric)
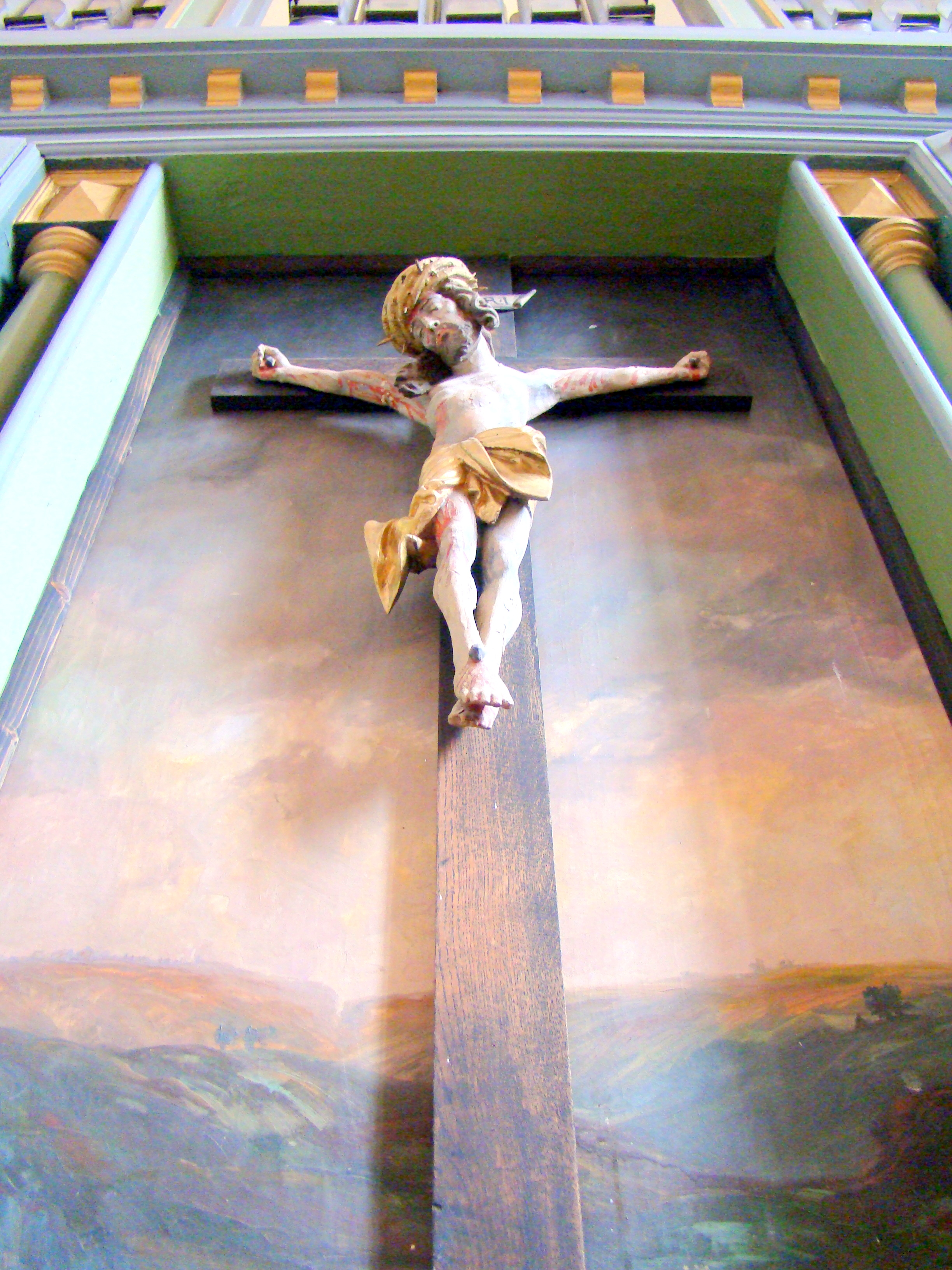
Altarul bisericii evanghelice
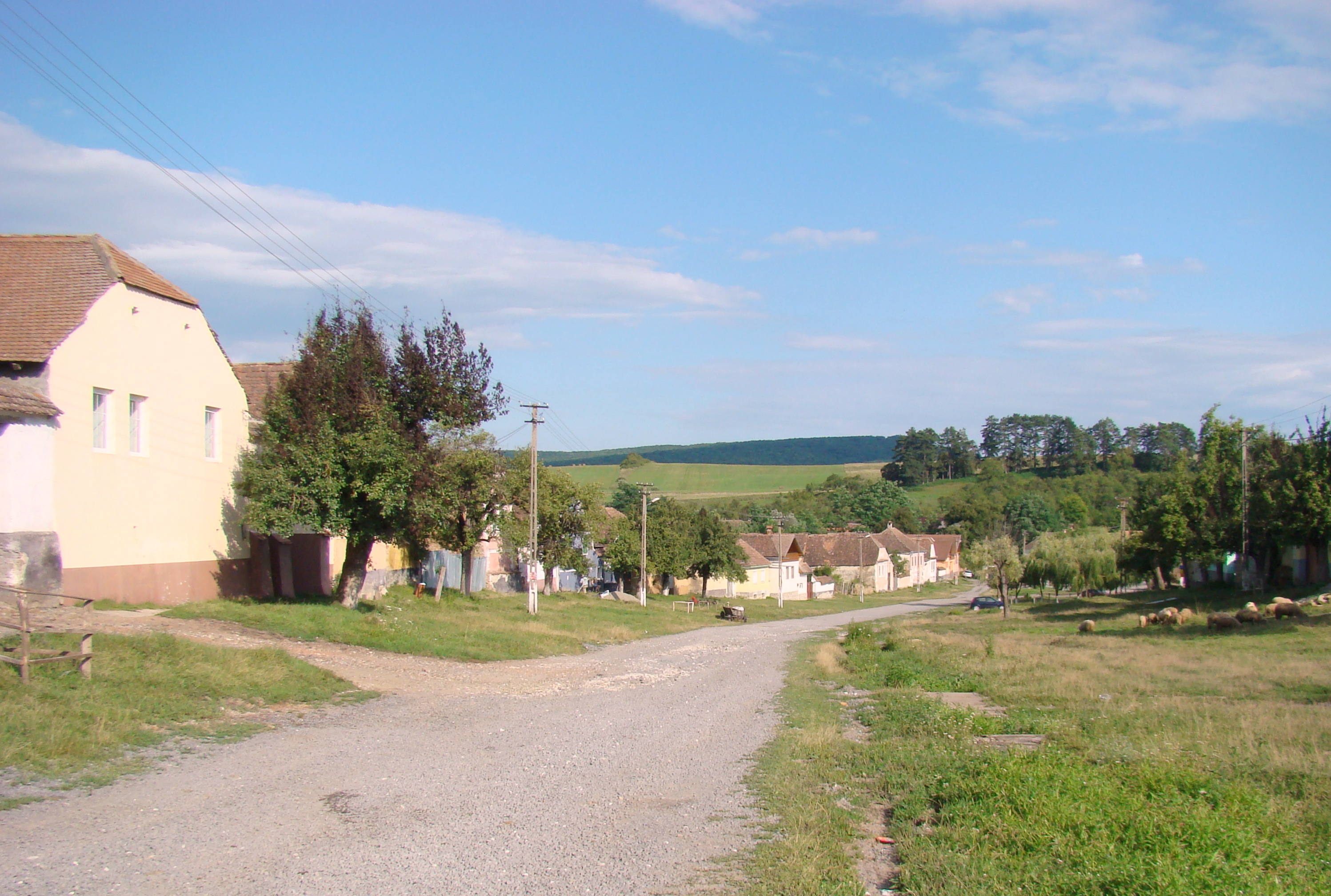
Ansamblul rural „Str. Principală”, sat Meșendorf (monument istoric)
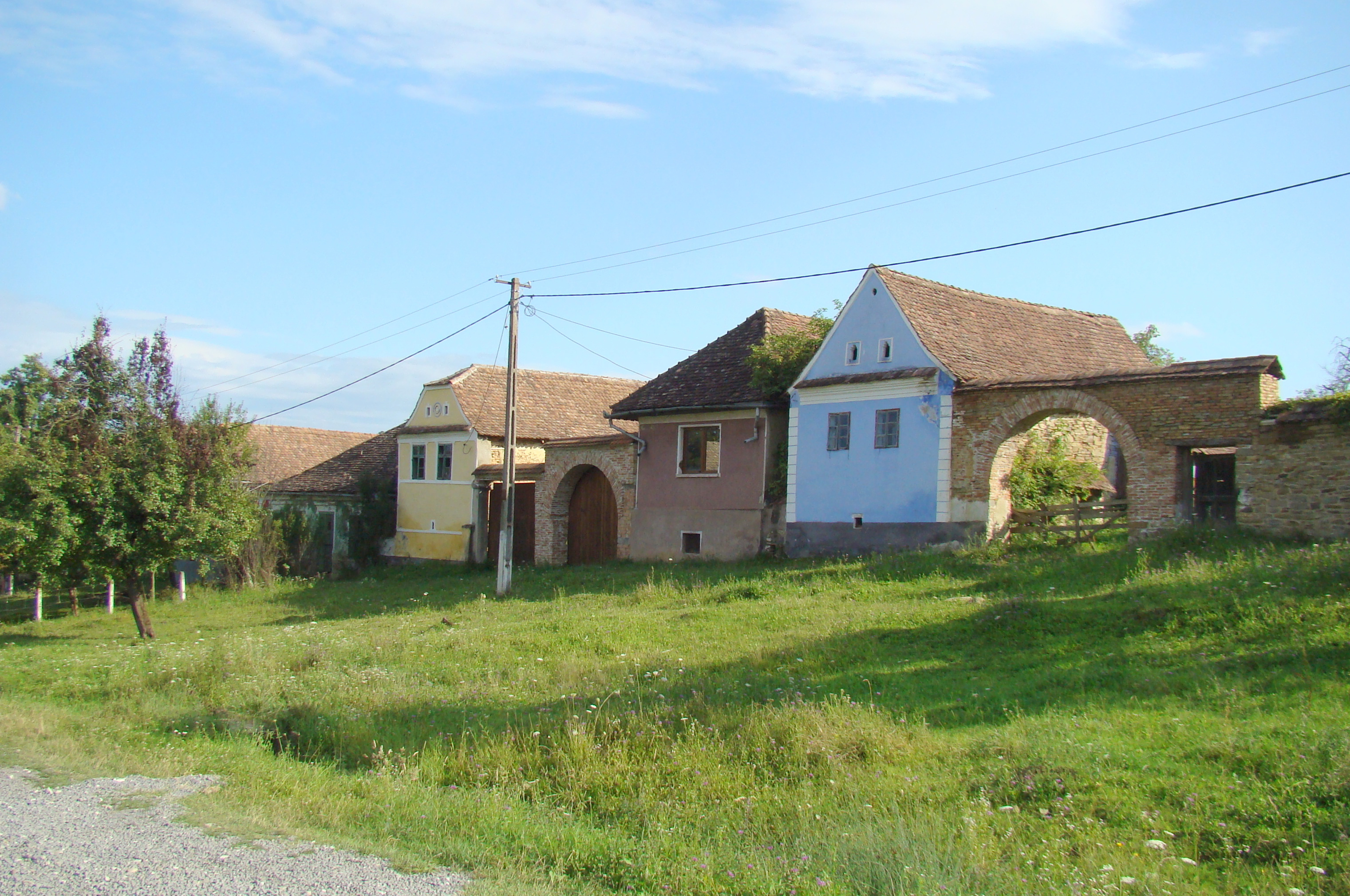
Ansamblul rural „Str. Principală”, sat Meșendorf (monument istoric)
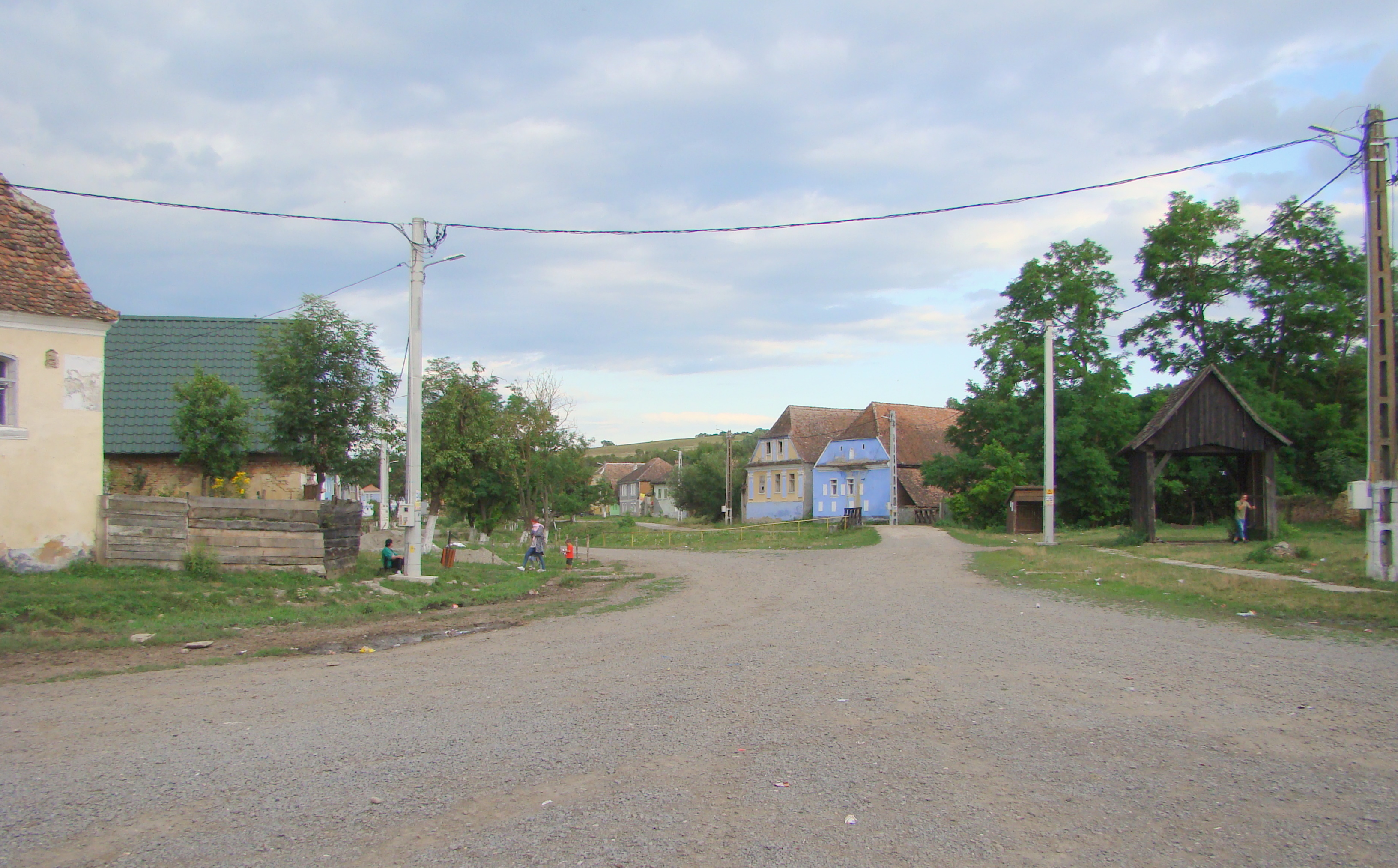
Roadeș
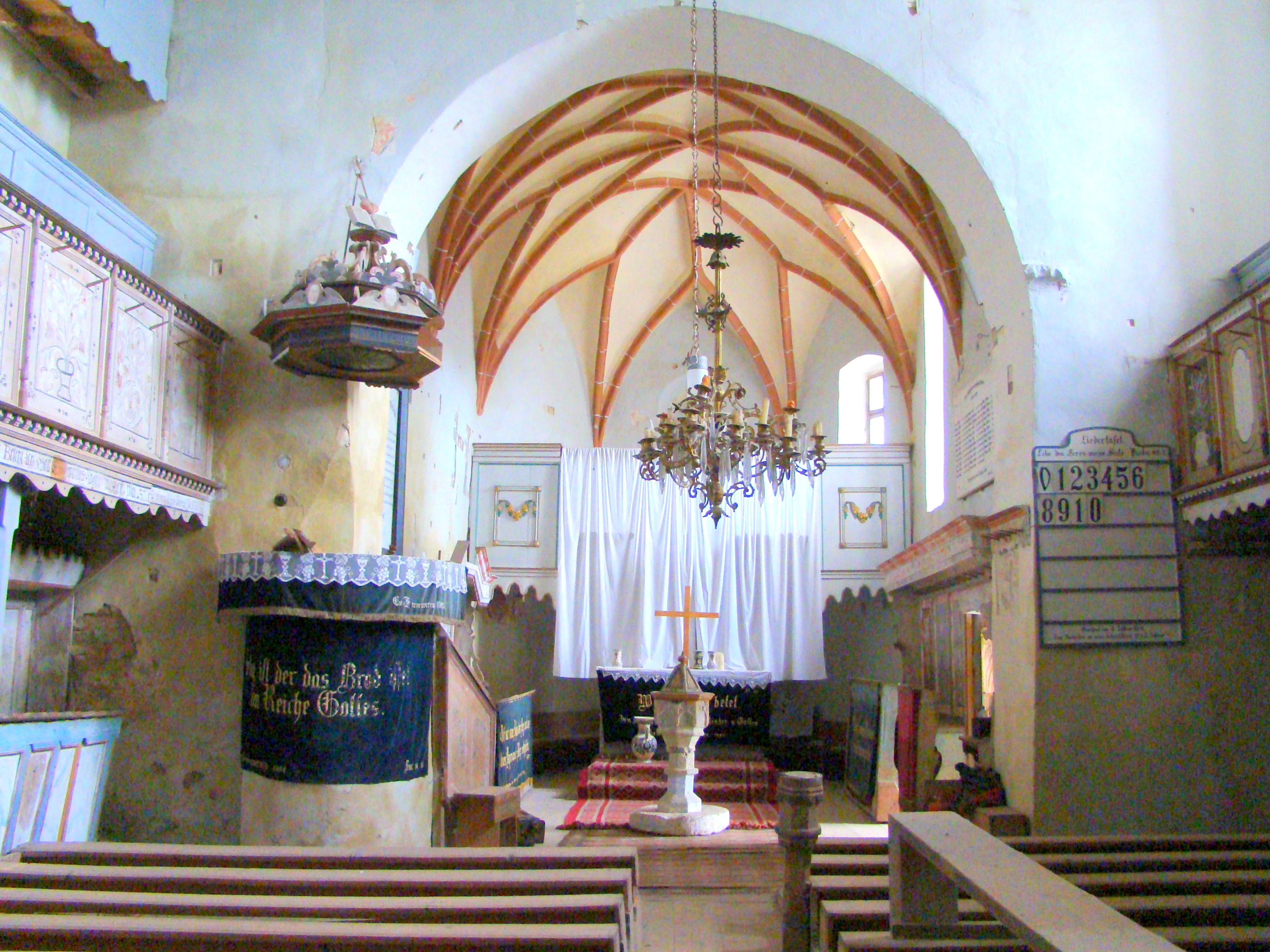
Biserica evanghelică fortificată din satul Roadeș (monument istoric)
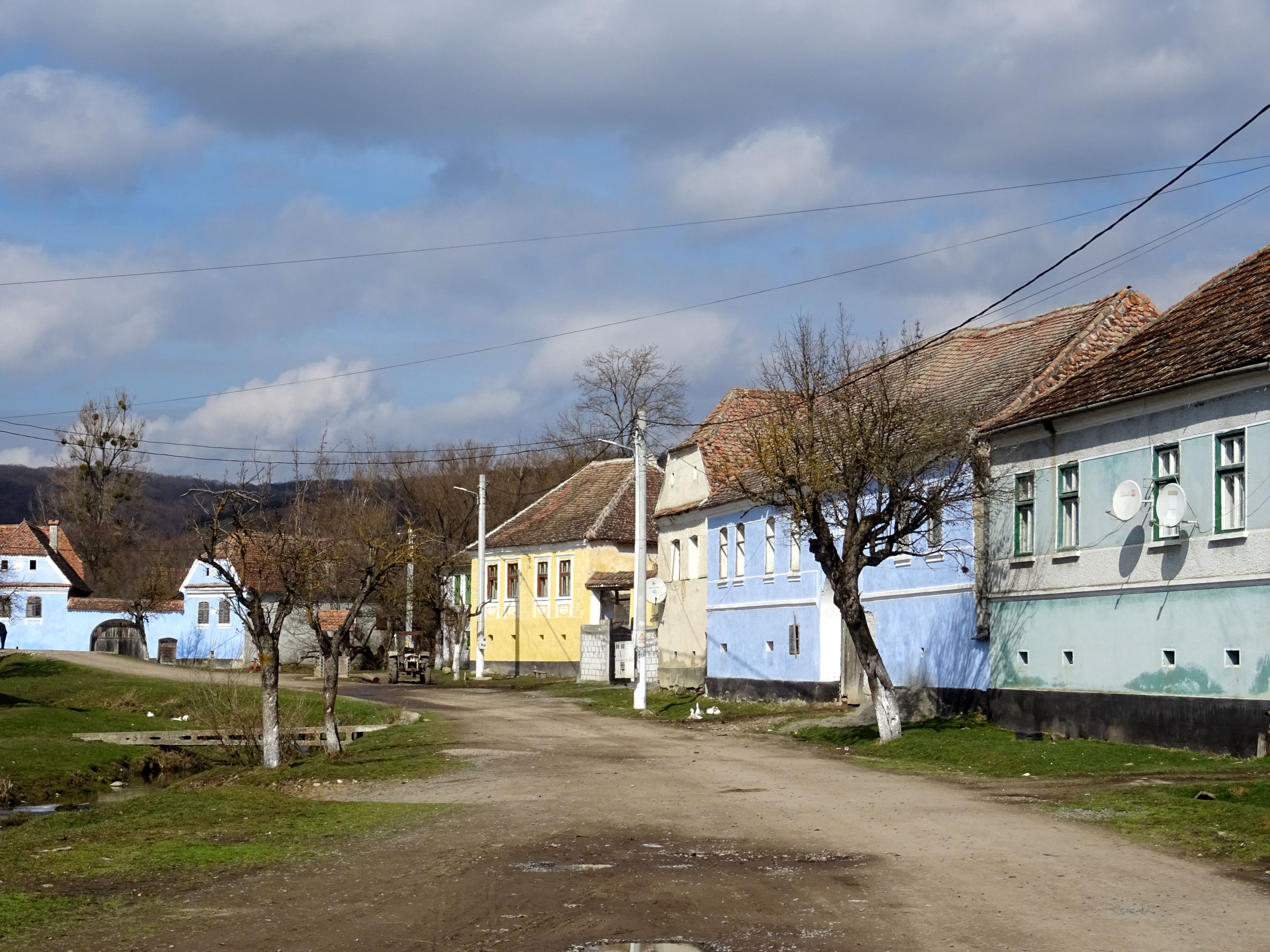
Roadeș
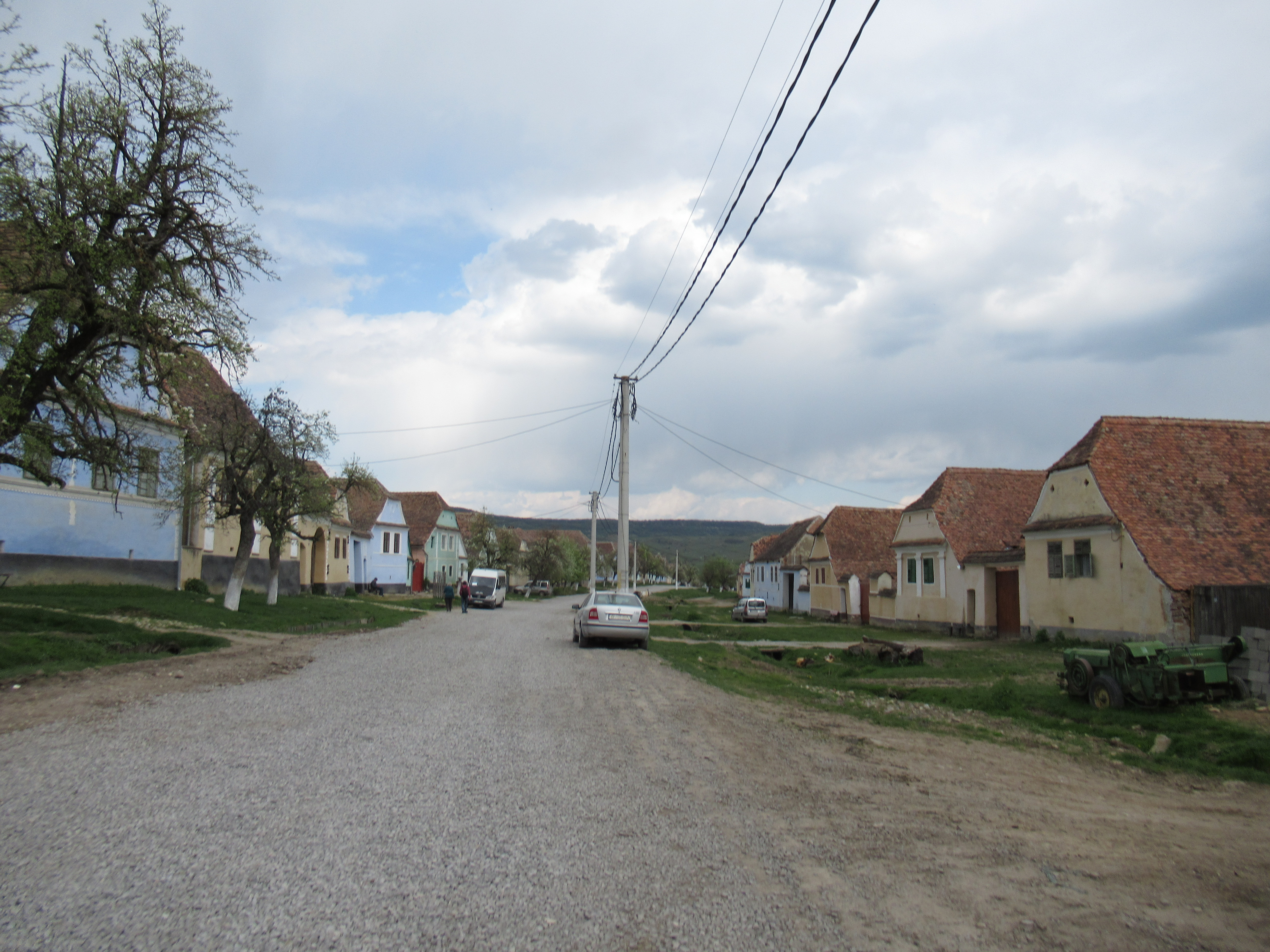
Situl rural Viscri (monument istoric)